# Skautský tábor

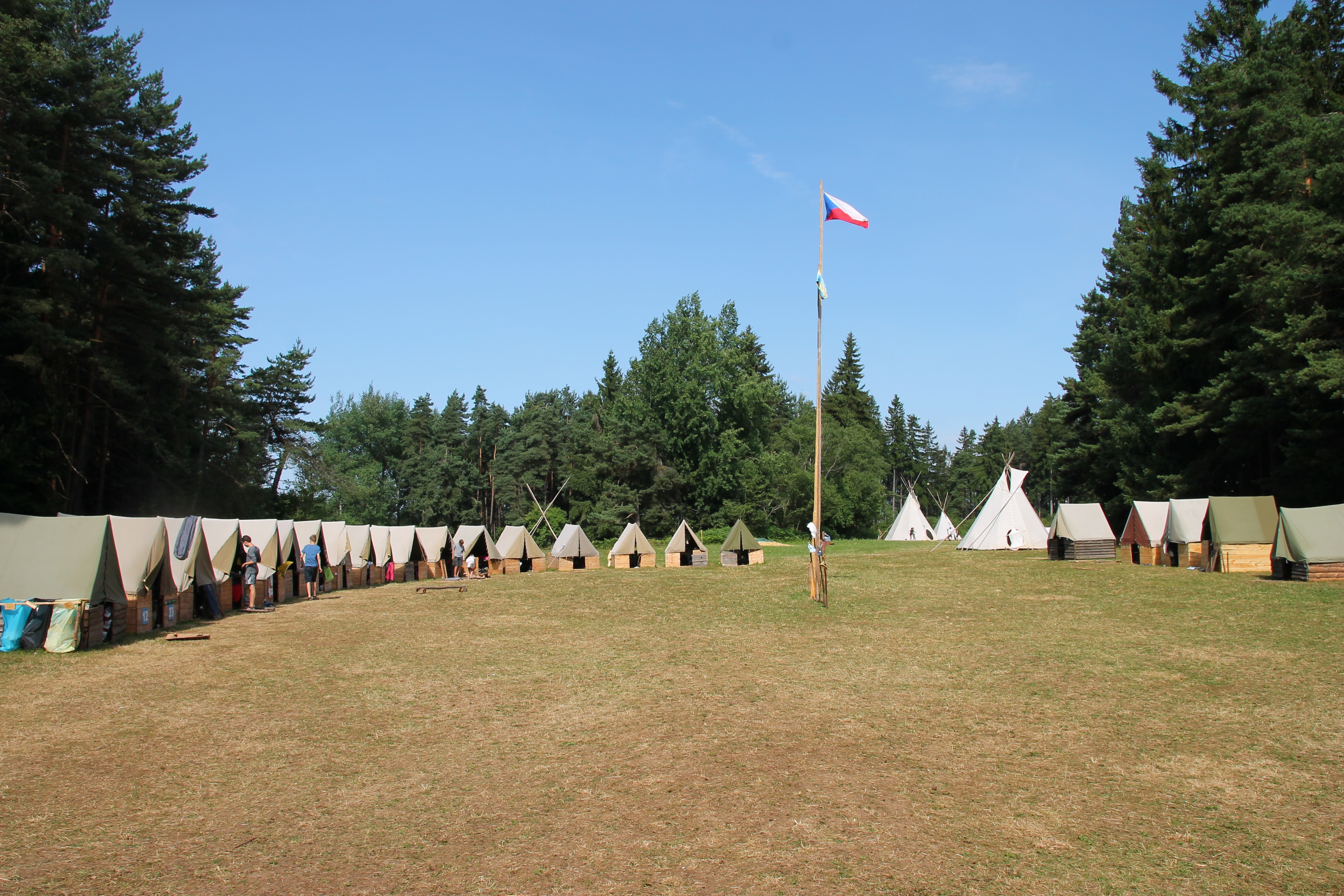
Skautský tábor s podsadovými stany a stožárem se státní vlajkou

Skautský tábor je několikatýdenní akce pořádaná skauty o letních prázdninách. Je vyvrcholením celoroční činnosti, proto se děti i vedoucí vzájemně znají. Každý rok jich skauti v ČR pořádají více než tisícovku a pravidelně se jich účastní přes 23 tisíc dětí.

## Historie

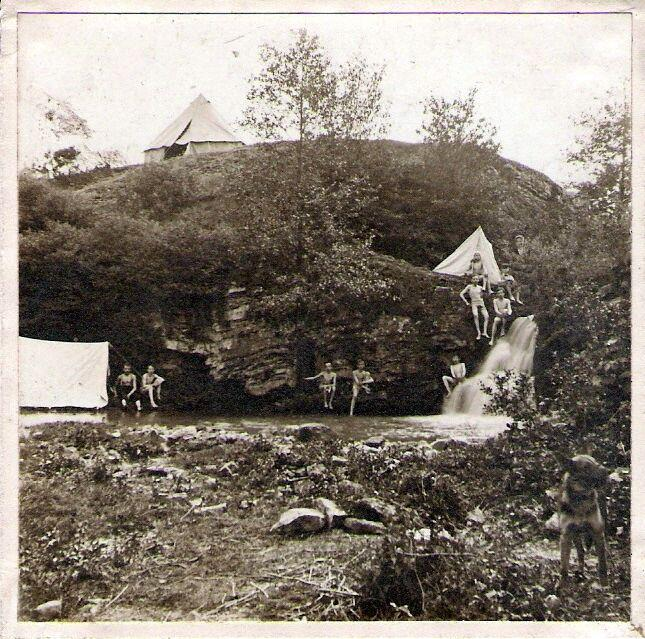
Počátky skautského táboření v Čechách

První skautský tábor pořádaný zakladatelem skautingu Robertem Baden-Powellem se konal v Anglii na ostrově Brownsea v roce 1907. V Čechách uspořádal první skautský tábor A. B. Svojsík v Lipnici v roce 1912.

## Tábořiště

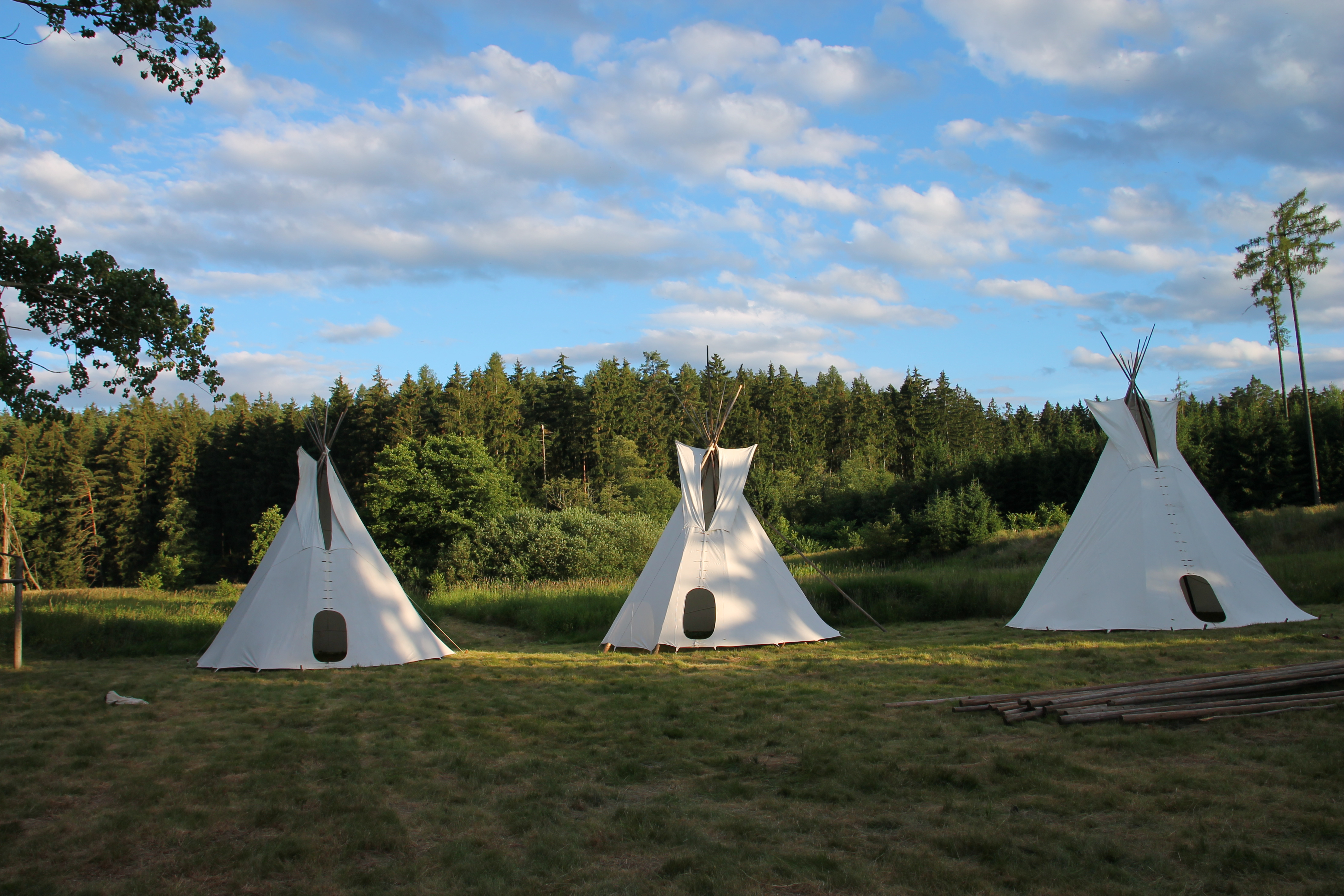
Týpí na skautském táboře

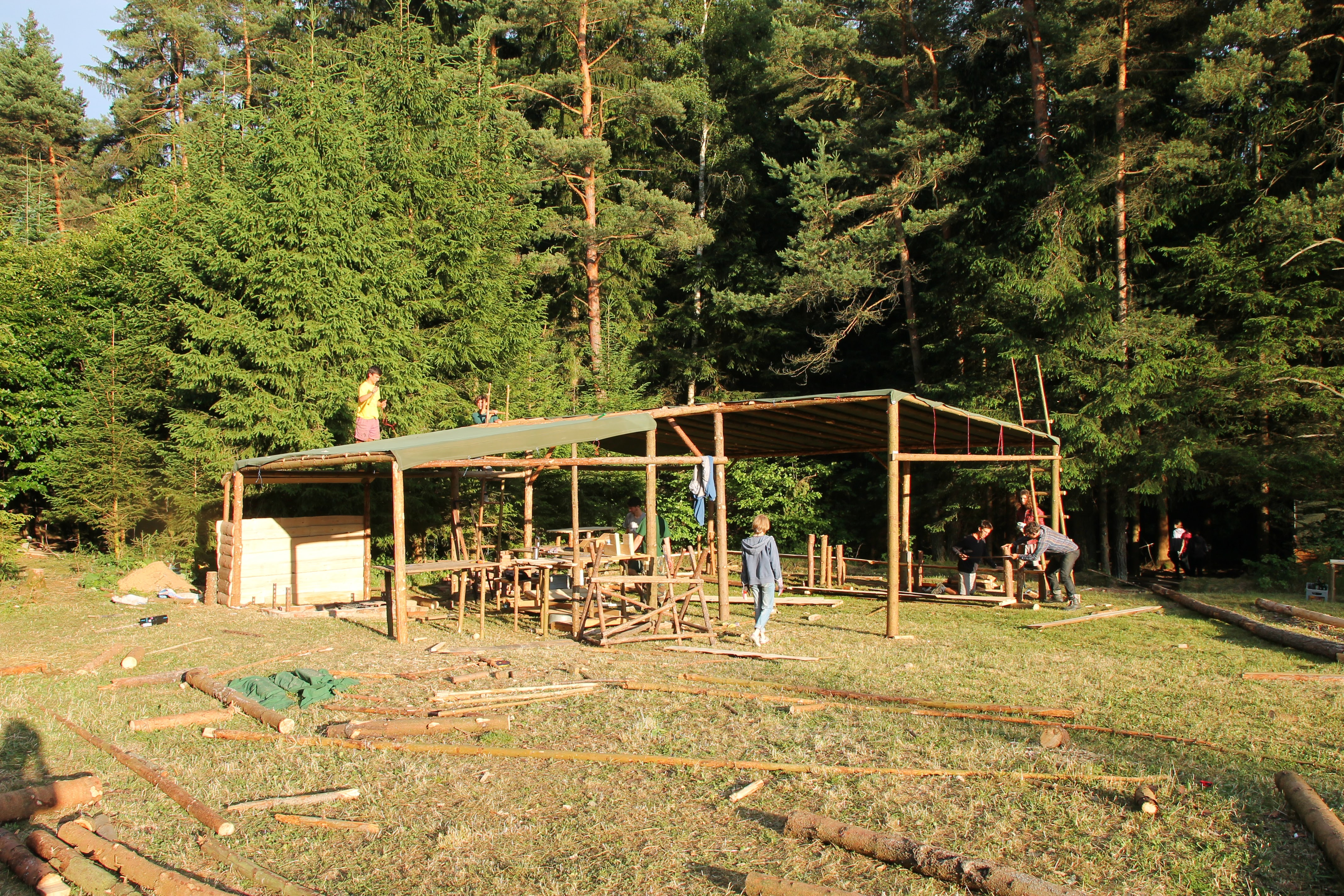
Stavba táborové kuchyně na zelené louce

V prostředí ČR slouží k ubytování nejčastěji stany s podsadami či týpí. Některé oddíly mají svá pravidelná tábořiště, jiné vyráží na různá místa. Často si oddíly také tábořiště vzájemně půjčují, k čemuž pomáhá databáze tábořišť. Některá tábořiště mají pevné zázemí v podobě skladu, chatky, latrín nebo kuchyňského přístřešku s kamny, zatímco jiné oddíly začínají každý tábor „na zelené louce“ a po skončení akce si vše zase zabalí a odvezou.
Typická podoba skautského tábora není nijak definována, nicméně většinou je dána kruhem stanů tvořící táborové náměstí, v jehož středu bývá stožár určený pro vztyčování státní vlajky. Zázemí tábora tvoří kuchyň a krytá jídelna, prostor pro osobní hygienu, latríny, sklady nářadí a sportovního vybavení, hřiště a ohniště.

## Organizace
Tábor vede vůdce tábora, který je starší 18 let a má složenou vůdcovskou zkoušku. Často to bývá vůdce pořádajícího oddílu či střediska. S organizací mu pomáhá zástupce. Jednotlivé body programu zajišťují činovníci a rádci přítomní vedení tábora. Na zdraví a hygienu dbá táborový zdravotník, který má kvalifikaci zdravotník zotavovacích akcí (ZZA) v rozsahu minimálně 40 hodin.
Děti jsou na táboře často rozděleny na menší skupinky (družiny) vedené rádci, které se společně účastní většiny her a aktivit a střídají se také v různých službách, např. pomoc v kuchyni či hlídky. Družinky se mohou krýt s celoročními družinami. Na některých táborech mezi sebou skupinky soupeří v rámci celotáborové hry.
Některé oddíly pořádají namísto stabilního tábora tábor putovní, který může mít podobu dlouhodobého pěšího putování, tak (většinou u vodních skautů) splouvání řeky.

## Program

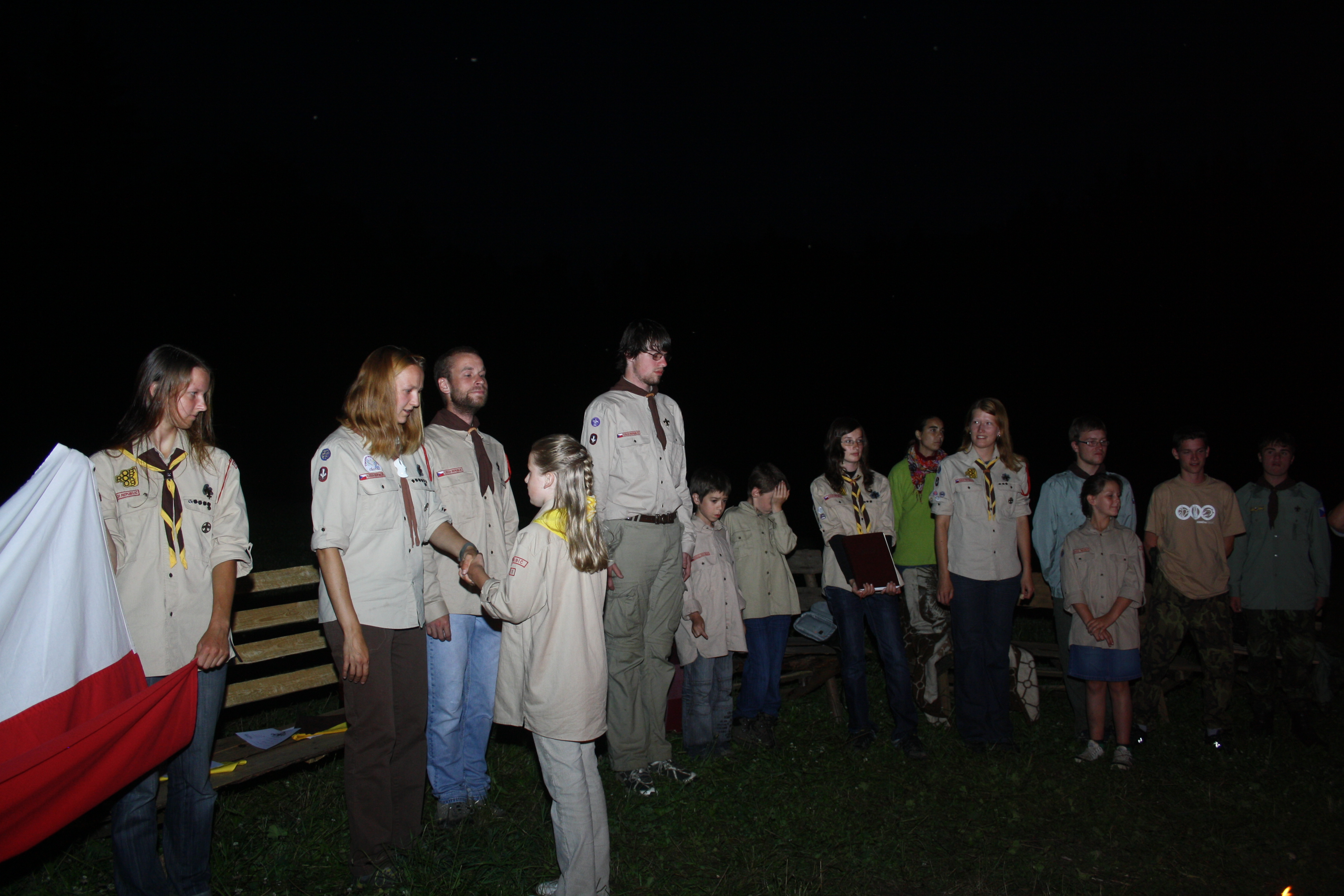
Skautský slib

Program skautských táborů není unifikovaný a záleží na zaměření každého pořádajícího oddílu. Některé aktivity nicméně bývají typické pro většinu táborů. Program tábora je podobně jako celoroční program v souladu se skautskou výchovnou metodou a klade důraz na aktivitu, učení pomocí her a získávání zkušeností s širokou škálou aktivit. Na táboře skauti hrají hry, věnují se sportovním aktivitám a turistice, učí se pracovat s nástroji, a podílí se na zajištění chodu tábora. Na táboře je také více času věnováno tábornickým dovednostem – stavba přístřešků, přežití v přírodě, orientace v terénu, vaření na ohni apod. Na táboře se také plnívají různé odborné zkoušky (odborky), z nichž nejznámější jsou Tři orlí pera. Častým večerním programem je posezení u besedního ohně doprovázené zhodnocením dne, vyprávěním příběhů a zpěvem.
Leitmotivem tábora bývá celotáborová hra – družiny soupeří v dílčích hrách a soutěžích o nejlepší skóre v celotáborové hře, ta má obvykle nějaké téma.

## Skautský tábor v literatuře
Jelikož dobrodružství ke skautingu neodmyslitelně patří už od jeho vzniku, je skautský tábor zachycen také v mnohých knihách, zejména dobrodružné beletrii pro mládež.
- Jaroslav Foglar – Hoši od Bobří řeky, Pod junáckou vlajkou, Devadesátka pokračuje, Tábor smůly
- Jaroslav Novák – Skautská srdce (Statečná srdce)
- Miloš Zapletal – Ostrov přátelství
- Mirko Juna – Tábor pod modrou hvězdou
- Jan Kratochvíl – Táboráku plápolej
- Richard Sobotka – Jestřábí léto
- Karel Tomy Neumann, Nina Neumannová – Údolí myšího řevu